# Michelle Müntefering

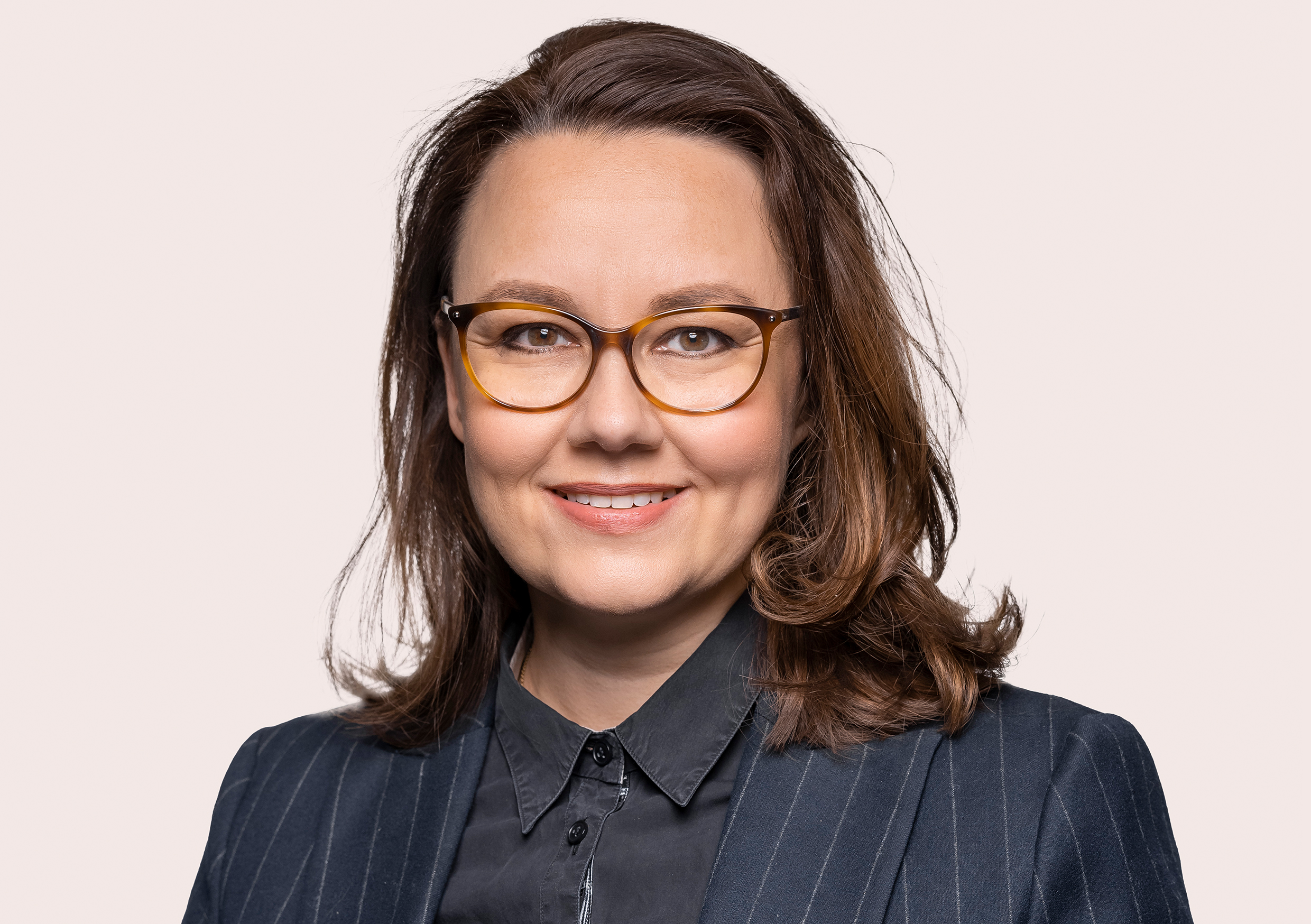
Michelle Müntefering (2021)

Michelle-Jasmin Gabriele Müntefering (* 9. April 1980 in Herne; geb. Schumann) ist eine deutsche Journalistin und Politikerin (SPD). Sie war von 2013 bis 2025 Mitglied des Deutschen Bundestages und vertrat als direkt gewählte Abgeordnete den Bundestagswahlkreis Herne – Bochum II. Von März 2018 bis Dezember 2021 war sie Staatsministerin für Internationale Kulturpolitik beim Bundesminister des Auswärtigen im Kabinett Merkel IV. Seit 2025 ist sie Geschäftsführerin der Allianz Deutscher Produzentinnen und Produzenten – Film, Fernsehen und Audiovisuelle Medien (Produktionsallianz).

## Leben
Während ihrer Schulzeit an der Hiberniaschule in Herne, an der sie 2000 ihr Abitur erlangte, absolvierte Michelle Müntefering von 1997 bis 1998 eine im Konzept der Schule mögliche Ausbildung mit Abschluss zur Kinderpflegerin. Nach Praktika und freier Mitarbeit in einer Lokalredaktion und bei einer Nachrichten- und Presseagentur begann sie 2002 ein Journalismus-Studium mit dem Schwerpunkt Wirtschaft. Das Studium an der Fachhochschule Gelsenkirchen schloss sie 2007 mit dem akademischen Grad Bachelor of Arts ab. Anschließend arbeitete sie zunächst freiberuflich in der Medienarbeit unter anderem für den Verband der Wohnungswirtschaft (VDW). 2008 und 2009 war sie wissenschaftliche Mitarbeiterin im Deutschen Bundestag. Von 2008 bis 2010 absolvierte sie ein Volontariat bei der Vorwärts-Verlagsgesellschaft in Berlin. Bis zu ihrer Wahl in den Deutschen Bundestag war sie als freie Journalistin tätig.
Seit dem 1. Juli 2025 ist sie Nachfolgerin von Björn Böhning Hauptgeschäftsführerin und Sprecherin des Gesamtvorstands der Allianz Deutscher Produzentinnen und Produzenten – Film, Fernsehen und Audiovisuelle Medien.
Seit 2009 ist sie mit Franz Müntefering verheiratet.

## Partei
Michelle Müntefering trat 1999 in die SPD ein und engagierte sich zunächst bei den Jusos in Herne, deren stellvertretende Vorsitzende sie von 1999 bis 2004 war. 2002 wurde sie in Herne im Alter von 22 Jahren zur stellvertretenden Parteivorsitzenden des SPD-Unterbezirks Herne und 2004 als jüngstes Mitglied in den Landesvorstand der SPD Nordrhein-Westfalen gewählt. Diesem gehörte sie bis 2014 an.
2012 wählten sie die Delegierten der SPD im seit 1961 von der SPD gehaltenen Bundestagswahlkreis Herne – Bochum II zu ihrer Kandidatin für die Bundestagswahl 2013. In einer Kampfabstimmung setzte sie sich mit 77:55 Stimmen gegen die Herner Stadtverordnete Anke Hildenbrand durch. Ein dritter Kandidat, der vorwärts-Chefredakteur Uwe Knüpfer, hatte seine Kandidatur nach einem schlechten Ergebnis in einer Vorabstimmung im Unterbezirk Herne zurückgezogen.
Von Dezember 2021 bis Juni 2025 saß sie als Beisitzerin im SPD-Parteivorstand. 2023 wurde sie im zweiten Wahlgang in diesem Amt bestätigt.
Im September 2023 scheiterte sie beim Versuch, einen Platz auf der NRW-Liste der SPD für die Europawahl zu erlangen. Bei einer Sitzung des SPD-Regionalverbands Westliches Westfalen verlor sie die Abstimmung über den Frauenplatz an der Spitze der Europa-Liste gegen die EU-Abgeordnete Birgit Sippel. In der Folge wurde sie vom SPD-Landesparteirat nicht für die Europawahl nominiert. Jedoch wurde sie bei der Europadelegiertenkonferenz am 28. Januar 2024 als Ersatzkandidatin für die SPD-Spitzenkandidatin Katarina Barley aufgestellt.

## Abgeordnetentätigkeit
Im Jahr 2004 kandidierte Müntefering erstmals im Wahlbezirk Eickel-Nord für den Rat der Stadt Herne und wurde zur ehrenamtlichen Stadtverordneten gewählt. Diese Funktion übte sie bis September 2013 aus.
Bei der Bundestagswahl 2013 wurde sie, als Nachfolgerin von Gerd Bollmann, mit 48,9 Prozent der Erststimmen direkt in den Deutschen Bundestag gewählt.
Im 18. Deutschen Bundestag war Michelle Müntefering ordentliches Mitglied im Auswärtigen Ausschuss und im Unterausschuss Auswärtige Kultur- und Bildungspolitik. Ab 2015 fungierte sie als Sprecherin der SPD-Bundestagsfraktion im Unterausschuss Auswärtige Kultur- und Bildungspolitik. Außerdem war sie stellvertretendes Mitglied im Ausschuss für Recht und Verbraucherschutz sowie im Unterausschuss Kommunales. Bis März 2018 war sie Vorsitzende der Deutsch-Türkischen Parlamentariergruppe im Deutschen Bundestag.
Bei der Bundestagswahl 2017 gelang ihr der Wiedereinzug in den Bundestag. Mit 41,9 Prozent errang sie erneut das Direktmandat und zugleich das beste Erststimmenergebnis der SPD in Nordrhein-Westfalen.
Im 19. Deutschen Bundestag wurde sie zunächst zur kulturpolitischen Sprecherin der SPD-Bundestagsfraktion gewählt; sie legte dieses Amt mit der Ernennung zur Staatsministerin nieder.
Bei der Bundestagswahl 2021 konnte sie ihr Direktmandat mit 43,4 Prozent der Erststimmen erfolgreich verteidigen.
Bei der Bundestagswahl 2025 kandidierte sie nicht erneut.

## Staatsministerin für Internationale Kulturpolitik a.D.

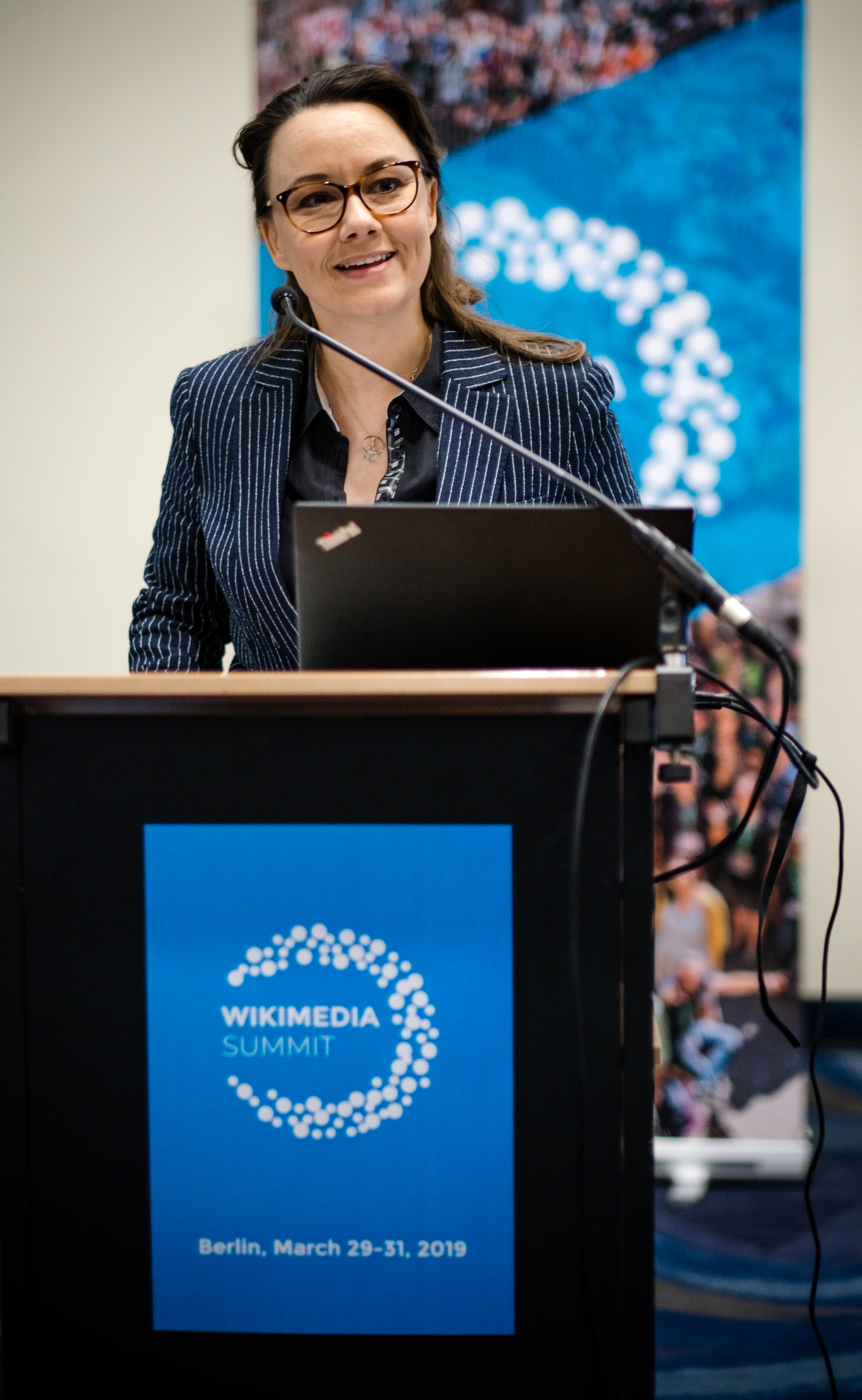
Michelle Müntefering als Gastrednerin bei der Eröffnung des Wikimedia Summit 2019 in Berlin

Von März 2018 bis Dezember 2021 war Müntefering Staatsministerin für Internationale Kulturpolitik beim Bundesminister des Auswärtigen im Kabinett Merkel IV.
In dieser Funktion förderte Müntefering die weltweite zivilgesellschaftliche Zusammenarbeit sowie den kulturellen und wissenschaftlichen Austausch. Sie unterstützte die Gründung und den Ausbau von Schutzprogrammen für bedrohte Wissenschaftler, Journalisten, Künstler, Menschenrechtler und Studierende, wie die Philipp-Schwartz-Initiative, die Martin-Roth-Initiative, die Elisabeth-Selbert-Initiative und das Hilde-Domin-Programm. Auf ihre Initiative wurde der Freiwilligendienst Kulturweit um die Programmlinie naturweit ergänzt. Damit haben junge Menschen die Möglichkeit, sich unter anderem in Geoparks und Biosphärenreservaten als Freiwillige für den Naturschutz einzusetzen.
Im Auswärtigen Amt war sie außerdem für die auswärtigen Beziehungen zu den Staaten Subsahara-Afrikas zuständig. In zahlreichen Reden forderte Müntefering eine Partnerschaft mit Afrika auf Augenhöhe. Sie setzte sich für die Aufarbeitung der deutschen Kolonialgeschichte sowie die Rückgabe von Kulturgütern und sterblichen Überresten ein. Große mediale Aufmerksamkeit erfuhr die Rückgabe sterblicher Überreste an Namibia im August 2018.
Müntefering macht sich außerdem für den Schutz von Frauen in der Welt und eine stärkere Einbeziehung von Frauen in Friedensverhandlungen, Konfliktschlichtung und Wiederaufbau stark. In einer Rede vor dem Sicherheitsrat der Vereinten Nationen am 25. Oktober 2018 sagte sie: „Wir können es uns nicht leisten, das Potential der Frauen für Sicherheit, Stabilität und nachhaltigen Frieden zu vernachlässigen.“
2021 vertrat sie die Bundesrepublik Deutschland bei der G20-Kulturministerkonferenz in Rom und setzte sich dort für die Schaffung eines Rettungsmechanismus gegen die Zerstörung von Kulturgütern während Naturkatastrophen und Konflikten ein.

## Mitgliedschaften
Michelle Müntefering engagiert sich in zahlreichen zivilgesellschaftlichen Organisationen. Sie ist eine vor drei stellvertretenden Vorsitzenden des Beirats der Kulturakademie Tarabya. Darüber hinaus gehört Müntefering dem Kuratorium des Marie-Schlei-Vereins an.
Bis Oktober 2018 war Müntefering Vizepräsidentin der Deutsch-Türkischen Gesellschaft e. V. Berlin und Vorsitzende des Kuratoriums der Deutschen Orient-Stiftung, Berlin. Sie ist Mitglied der Gewerkschaft IG BCE, bei Amnesty International, der AWO und in der überparteilichen Europa-Union Deutschland, die sich für ein föderales Europa und den europäischen Einigungsprozess einsetzt.

## Positionen
Seit ihrem Einzug in den Bundestag setzte sich Müntefering kontinuierlich für die Entlastung hochverschuldeter Kommunen sowie die Schaffung von gleichwertigen Lebensverhältnissen ein.
Im November 2019 schlug Müntefering ein Denkmal für ehemals als Gastarbeiter bezeichnete Einwanderer vor. Es soll den Beitrag von Einwanderern zum Wohlstand in Deutschland würdigen.

## Sonstiges
In der Nacht zum 22. August 2017 wurden Brandanschläge auf Münteferings Privat- und ein SPD-Wahlkampfauto vor ihrem Haus verübt. Zwei schwarz gekleidete Männer, einer mit Sturmhaube, liefen vom Tatort weg. Die Polizei setzte auch einen Hubschrauber und einen Hundeführer ein, um die Täter zu finden. Die Ermittlungen übernahm der Staatsschutz.
Im Jahr 2004 gewann Müntefering das „Silberne Mikrofon“ des nationalen Rhetorikwettbewerbs der Deutschen Rednerschule GmbH in Berlin.

## Publikationen
- als Hrsg.: Welt der Frauen. Von Worten und Taten, die für uns alle gut sind. Elisabeth Sandmann Verlag, München 2021, ISBN 978-3-945543-93-1.